# Tommaso Campanella

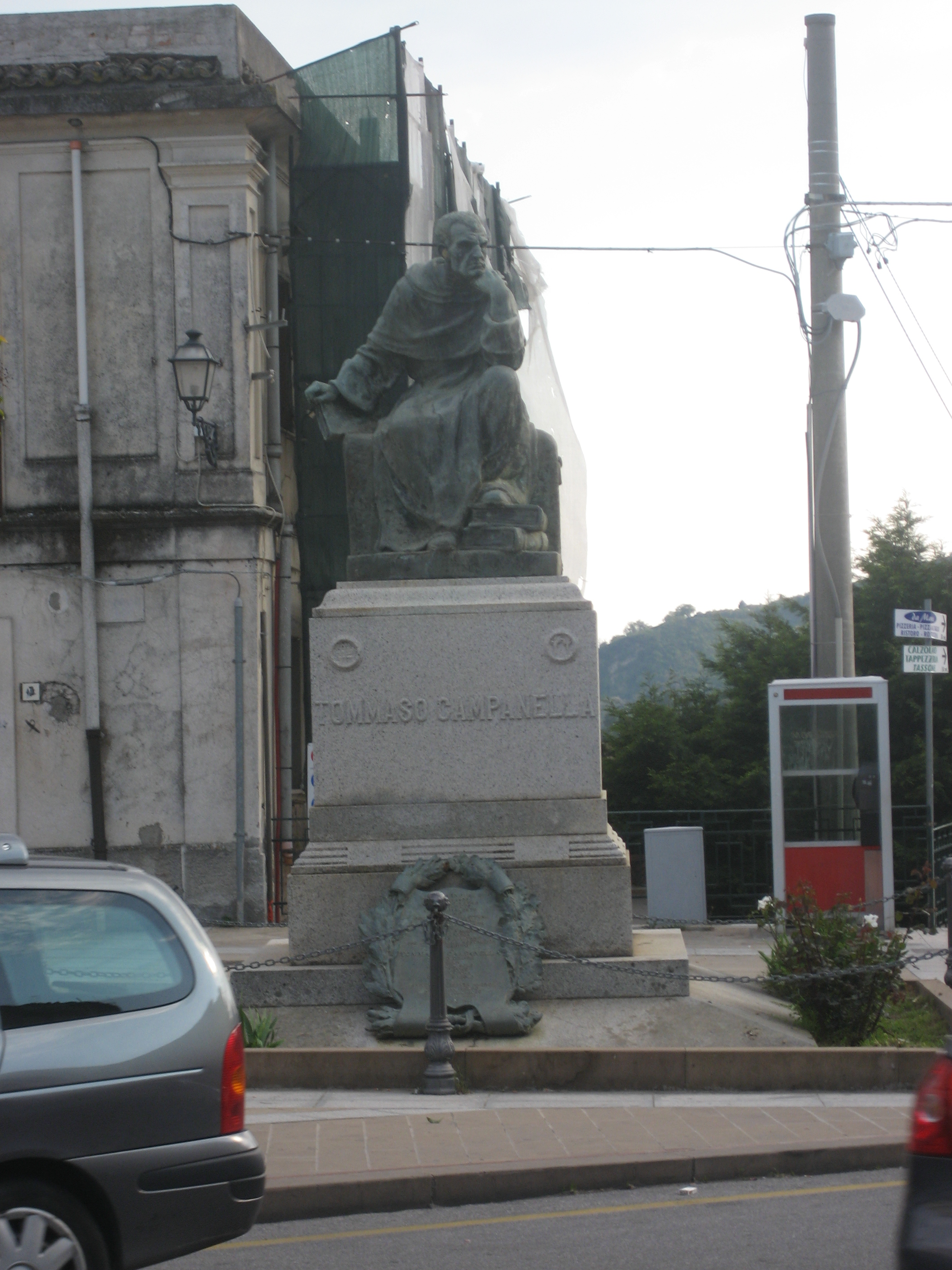
Tommaso Campanella

Tommaso Campanella (ngày 5 tháng 9 năm 1568 - 21 tháng 5 năm 1639), tên rửa tội Giovanni Domenico Campanella, là một triết gia, nhà thần học, nhà chiêm tinh, và nhà thơ Ý. Sinh ra tại Stignano (ở hạt Stilo) ở tỉnh Reggio di Calabria ở miền nam Ý, Campanella là một thần đồng. Con trai của một người nghèo và mù chữ cobbler, ông gia nhập Dòng Đa Minh trước tuổi mười lăm, lấy tên của Tommaso FRA 'theo Thomas Aquinas. Ông nghiên cứu thần học và triết học với một số bậc thầy.

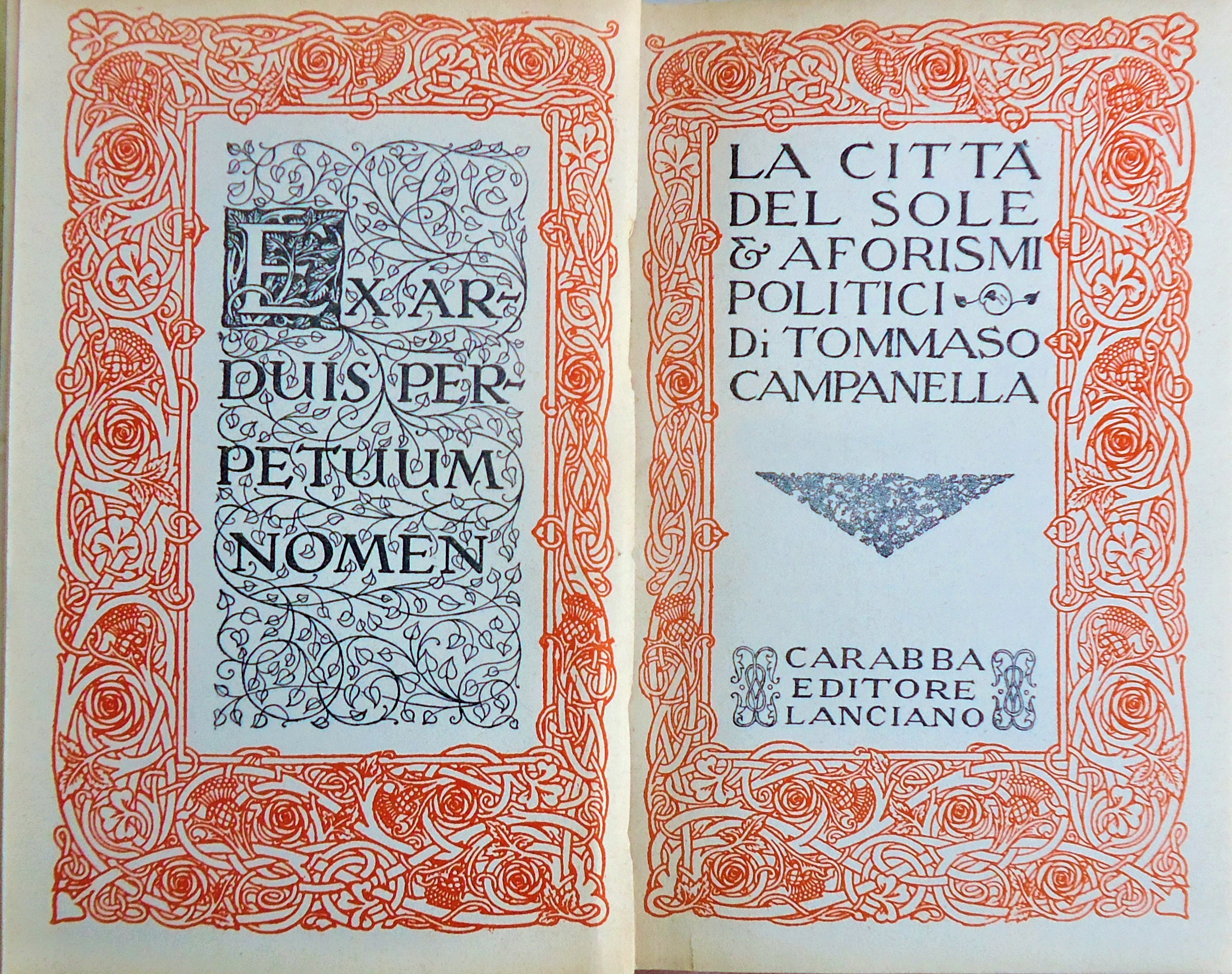
Tommaso Campanella, La Città del Sole, Carabba, 1915